# Coronda
Coronda – miasto w Argentynie w prowincji Santa Fe.
W 2010 roku miasto liczyło 16,8 tys. mieszkańców.